# Combat naval en Grèce
Combate naval en Grecia (en francés: Combat naval en Grèce) es un cortometraje bélico mudo francés de 1897 dirigido por Georges Méliès. Fue estrenado por la Star Film Company de Méliès y ocupa el puesto 110 en sus catálogos. La película, uno de una serie de eventos relacionados con la guerra greco-turca de 1897, está ambientada en la cubierta de armas de un barco de guerra bajo ataque. En realidad, no hubo enfrentamientos navales durante la guerra.

## Sinopsis
Un oficial naval llama a sus marineros a la cubierta para que se reúnan alrededor del cañón mientras él escudriña el horizonte, cuando el barco es golpeado repentinamente y uno de los marineros resulta herido.

## Producción
La película se destaca por el movimiento de balanceo realista de cabeceo y lanzamiento de la plataforma, logrado mediante un plató articulado que se mecía de lado a lado frente a una cámara estacionaria. Este efecto especial escénico, que Méliès recreó poco después en su película Entre Calais et Dover utilizando la misma plataforma móvil, permitía un grado de realismo muy inusual para la época. El propio Méliès aparece en la película como oficial. La película se rodó al aire libre en el jardín de la propiedad de Méliès en Montreuil, Seine-Saint-Denis, con un paisaje pintado como fondo.
La película, que durante mucho tiempo se creyó perdida, fue redescubierta por John Barnes en agosto de 1988 en el Archivo Nacional BFI, donde había sido catalogada con el título equivocado.